# IX з'їзд РКП(б)
IX з'їзд РКП (б) — зібрання РКП(б), що проходило 29 березня — 5 квітня 1920 року, у Москві. 716 делегатів від більш ніж 600000 членів партії.
Порядок денний:
- Звіт ЦК;
- Чергові завдання господарського будівництва;
- Профспілковий рух;
- Організаційні питання;
- Завдання Комуністичного Інтернаціоналу;
- Відношення до кооперації;
- Перехід до міліційної системи;
- Вибори ЦК партії;
- Поточні справи;
- Вибори центральних органів партії.

Резолюції:
- По звіту ЦК;
- Про чергові завдання господарського будівництва;
- Про організаційний зв'язок між господарськими комісаріатами;
- З питання про профспілки і їх організацію;
- Про відношення до кооперації;
- З організаційного питання;
- Про перехід до міліційної системи;
- Про взаємини між політвідділами і парткомами;
- Про роботу серед жіночого пролетаріату;
- Про мобілізацію на транспорт.

## Рішення з'їзду
На з'їзді було обрано:
- Центральний Комітет: 19 членів, 12 кандидатів у члени ЦК

### Персональний склад членів Центрального комітету РКП (б), обраний з'їздом
1. Андреєв Андрій Андрійович
2. Сергєєв Федір Андрійович
3. Бухарін Микола Іванович
4. Дзержинський Фелікс Едмундович
5. Зінов'єв Григорій Овсійович
6. Калінін Михайло Іванович
7. Каменєв Лев Борисович
8. Крестинський Микола Миколайович
9. Ленін Володимир Ілліч
10. Преображенський Євген Олексійович
11. Радек Карл Бернгардович
12. Раковський Христіан Георгійович
13. Риков Олексій Іванович
14. Рудзутак Ян Ернестович
15. Серебряков Леонід Петрович
16. Смирнов Іван Микитович
17. Сталін Йосип Віссаріонович
18. Томський Михайло Павлович
19. Троцький Лев Давидович

Персональний склад кандидатів у члени Центрального Комітету ВКП(б), обраний з'їздом:
1. Бєлобородов Олександр Георгійович
2. Гусєв Сергій Іванович
3. Залуцький Петро Антонович
4. Мілютін Володимир Павлович
5. Молотов В'ячеслав Михайлович
6. Муранов Матвій Костянтинович
7. Ногін Віктор Павлович
8. Петровський Григорій Іванович
9. П'ятницький Йосип Аронович
10. Смілга Івар Тенісович
11. Стучка Петро Іванович
12. Ярославський Омелян Михайлович

Персональний склад членів Центральної контрольної комісії ВКП(б), обраний на партійній конференції 25.09.1920:
1. Дзержинський Фелікс Едмундович
2. Кучменко Микола Осипович
3. Муранов Матвій Костянтинович
4. Преображенський Євген Олексійович
5. Сольц Арон Олександрович
6. Челишев Михайло Іванович
7. Шорохов Дмитро Іванович